# 新田政則
新田 政則（にった まさのり）は、日本の経済学者。第3代京都産業大学学長、京都産業大学名誉教授。

## 人物・経歴
1961年一橋大学大学院経済学研究科修士課程修了、経済学修士。指導教官は山田雄三。京都産業大学経済学部教授を経て、1996年から第3代京都産業大学学長を務め、文化学部の増設を行うなどした。2002年任期満了退任。京都産業大学名誉教授。滋賀医科大学研究行動規範委員会外部委員なども務めた。

## 著作
- 『近代経済学原理』（柴田敬と共著）ミネルヴァ書房 1970年
- 『経済学の現代的課題』（都留重人, 福岡正夫, 置塩信雄, 太田浩, 杉原四郎, 角山栄, 貞木展生, 篠原三代平, 尾崎英二, 安部一成, 山本英太郎と共著）ミネルヴァ書房 1974年
- 『柴田経済学と現代』（杉原四郎, 公文園子と共編）日本経済評論社 1991年